# Antic eslau oriental
L'antic eslau oriental fou la llengua parlada pels eslaus orientals durant el període comprès entre aproximadament els segles vi als segles xiii - XIX a la Rus de Kíev i als estats que es va desenvolupar després del col·lapse de la Rus de Kíev. Els seus dialectes es parlaven, tot i que no exclusivament, a la zona avui ocupada per Belarús, centre i nord d'Ucraïna, i parts de l'oest de Rússia. Segons algunes teories, és l'ancestre comú del rus, belarús i ucraïnès.

## Terminologia
Els lingüistes de cadascun dels tres països eslaus de l'est tendeixen a tractar l'antic eslau oriental com el precursor directe del seu propi idioma, per la qual cosa l'anomenen en conseqüència.
- A Belarús: "Antiga llengua belarussa" (belarús: старажытнабеларуская мова starajitnabelaruskaia mova)
- A Rússia: "Antiga llengua russa" (rus: древнерусский язык drevnerusskii iazik)
- A Ucraïna: "Antiga llengua ucraïnesa" (ucraïnès: давньоукраїнська мова , davnoukraïnska mova) o "llengua de l'Antiga Kíev" (ucraïnès: давньокиївська мова davnokiïvska mova)

## Consideracions generals
La llengua era descendent del protoeslau i conservava fidelment molts dels seus elements. Una innovació notable en l'evolució d'aquesta llengua va ser el desenvolupament de l'anomenada pleofonia (o polnoglássie "vocalització completa"), que va arribar a diferenciar l'evolució recent de l'eslau oriental de la d'altres dialectes eslaus. Per exemple, l'eslau comú *gordъ 'assentament, poble' es reflectia com a AEO. gorodъ, l'eslau comú '*melko 'llet'AEO. moloko, i l'eslau comú *korva 'vaca' > AEO. korova. Altres dialectes eslaus es diferenciaven per la resolució de les agrupacions de síl·laba tancada *eRC i *aRC com a metàtesi líquida (eslaves meridionals i eslaves occidentals), o per cap canvi en absolut.
Atès que els registres existents escrites de la llengua són escassos, és difícil avaluar el nivell de la seva unitat. Tenint en compte el nombre de tribus i clans que constituïen la Rus de Kíev, és probable que hi hagués molts dialectes de l'antic eslau oriental. Per tant, avui podem parlar definitivament només pels manuscrits de les llengües conservats que, segons algunes interpretacions, mostren divergències regionals des del començament dels registres històrics. No obstant això, pels volts del 1150 tenia més unitat que qualsevol altra branca eslava, i mostrava variacions locals més petites.
Amb el temps, es va desenvolupar en diverses formes més diversificades, que van ser els predecessors de les modernes llengües russa, belarussa, ucraïnesa i rutena. La branca ucraïnesa fou la primera a escindir-se, entre els anys 1200 i 1500, mentre que la russa es va separar més tard de la belarussa, pels volts del 1700. Cadascun d'aquests idiomes conserva gran part de la gramàtica de l'antic eslau oriental i el vocabulari.
Quan després del final del 'jou tàrtar' el territori de l'antiga Rus de Kíev es va dividir entre el Gran Ducat de Lituània i el Gran Ducat de Moscou, van sorgir dues tradicions literàries independents en aquests estats, la rutena a l'oest i la russa medieval a l'est.

## Llengua literària de la Rus de Kíev

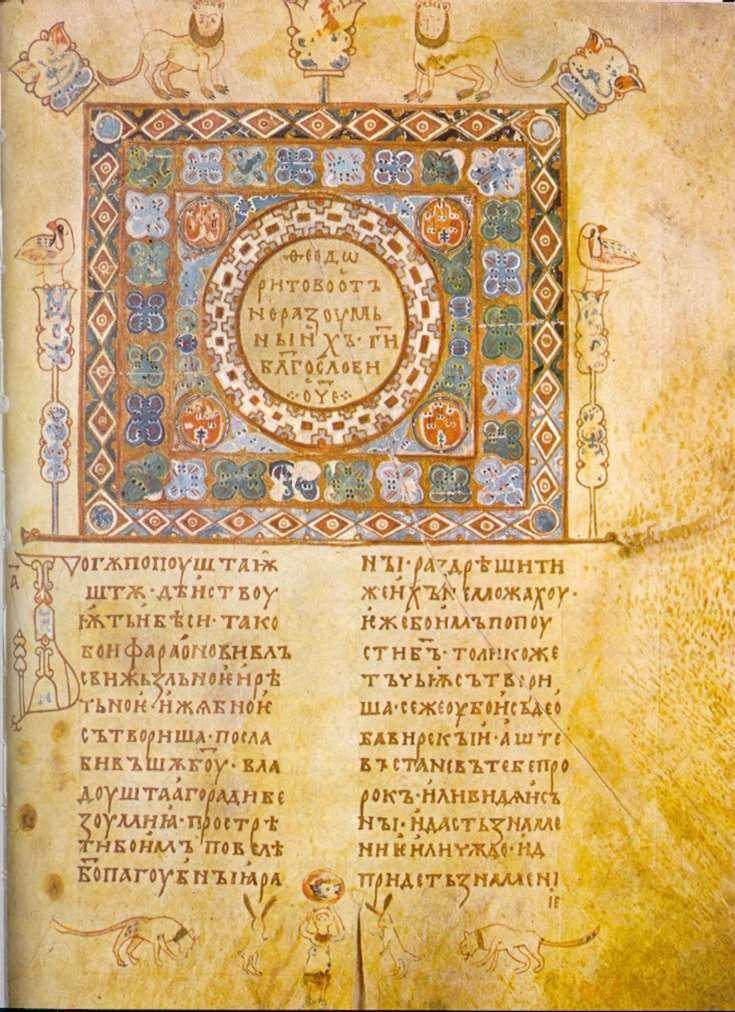
Una pàgina de les Miscel·lànies de Sviatoslav (1073).

La unificació política de la regió en l'estat anomenat Rus de Kíev, a partir del qual les modernes Belarús, Rússia i Ucraïna fan remuntar els seus orígens, es va produir aproximadament un segle abans de l'´adopció del cristianisme en 988, i l'establiment del l'antic eslau com a llengua litúrgica i literària. L'antic eslau, també conegut com a antiga llengua búlgara, ja que es va desenvolupar a l'Acadèmia de Preslav del Primer Imperi Búlgar, s'introduí a través de l'Imperi Búlgar. La documentació de la llengua d'aquest període és escassa, pel que, en el millor dels casos, es fa difícil determinar plenament la relació entre el llenguatge literari i els seus dialectes parlats.
Hi ha referències a les fonts àrabs i romanes d'Orient dels eslaus precristians en la Rússia europea on s'assenyala que aquests pobles eslaus utilitzaven alguna mena d'escriptura. Tot i algunes troballes arqueològiques suggerents i una corroboració, per part del monjo del segle x Txernorizets Hrabar, que els antics eslaus escrivien amb "cops i incisions", la naturalesa exacta d'aquest sistema és desconeguda.
Tot i que l'alfabet glagolític es va introduir breument, com ho demostren les inscripcions eclesials a Nóvgorod, aviat va ser totalment reemplaçat pel ciríl·lic. Les mostres de manuscrits d'escorça de bedoll excavades a Nóvgorod han proporcionat informació crucial sobre la puresa de la llengua vernacla al nord-oest de Rússia, gairebé per complet lliure de la influència eslava. També se sap que els manlleus i calcs procedents del grec medieval van començar a entrar a la llengua vernacla en aquest moment, i que al mateix temps la llengua literària, al seu torn va començar a ser modificada cap l'eslau oriental.
Els següents extractes il·lustren dos dels més famosos monuments literaris.
NOTA:. L'ortografia de l'extracte original s'ha modernitzat en part. Les traduccions són més aviat literals, no literàries.

### Crònica Primària
c. 1110, del Còdex Lauretià, 1377: 
| Original   | Се повѣсти времѧньных лѣт ‧ ѿкꙋдꙋ єсть пошла рускаꙗ земѧ ‧ кто въ києвѣ нача первѣє кнѧжит ‧ и ѿкꙋдꙋ рꙋскаꙗ землѧ стала єсть.                                                      |
| Rus modern | Это повести прошлых лет, откуда пошла русская земля, кто в Киеве начал первым княжить, и как возникла русская земля.                                                               |
| Ucraïnès   | Це повісті минулих літ, звідки пішла Руська земля, хто в Київі почав перший княжити, і звідки Руська земля стала бути.                                                             |
| Belarús    | Вось аповесці мінулых гадоў: адкуль пайшла руская зямля, хто ў Кіеве першым пачаў княжыць, і адкуль руская зямля паўстала.                                                         |
| Català     | Aquests són els relats dels anys passats en relació amb l'origen de la terra de Rus, els primers prínceps de Kíev, i de quina font de la terra de Rus va tenir el seu començament. |

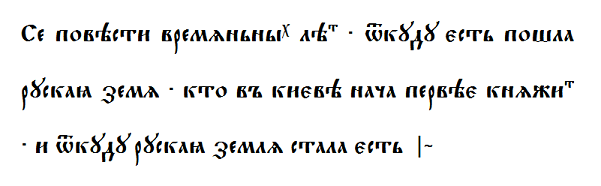
Gràfic del text (en el cas que alguns caràcters no es mostrin correctament)

Llengua primerenca; caiguda de les yers en curs o possiblement completes (diverses paraules acaben amb una consonant; кнѧжит "governar" < кънѧжити, ucraïnès: княжити kniàjiti, rus: княжить kniàjit, belarús: княжыць kniàjits). Les característiques eslaves meridionals inclouen времѧньнъıх "anterior / passat"; rus: прошлых próixlikh, ucraïnès: минулих minúlikh, belarús: мінулых minúlikh. L'ús correcte del perfecte i de l'aorist: єсть пошла "és/ha vingut" (rus: пошла poixla), нача "vaig començar" (rus: начал natxal, com a desenvolupament de l'antic perfecte.) Noteu l'estil de puntuació.

### El conte de la campanya d'Ígor
Слово о пълку Игоревѣ. c. 1200, procedent del manuscrit de Pskov, segle xv.
| Original       | Не лѣпо ли ны бяшетъ братые, начати старыми словесы трудныхъ повѣстій о полку Игоревѣ, Игоря Святъ славича? Начатижеся тъ пѣсни по былинамъ сего времени, а не по замышленію Бояню. Боянъ бо вѣщій, аще кому хотяше пѣснѣ творити, то растекашется мыслію по древу, сѣрымъ волкомъ по земли, шизымъ орломъ подъ облакы.                                                                   |
| Transliteració | Nie lepo nï biašietŭ bratïe, nacżati starïmi slowiesï trudïchŭ powestij o polku Igoriewŭ, Igoria Swiatŭ slawicża? Nacżatiżiesia tŭ pėsni po bïlinamŭ siego wriemieni, a nie po zamïšlieniju Bojaniu. Bojanŭ bo wešcżij, ašcż komu chituanšie pesne tworiti, to rastiekašietsia mïsliju po driewu, serïmŭ wolkomŭ po ziemli, šizïmŭ orlomŭ podŭ oblakŭ.                                    |
| Català         | Germans, no seria pas just de començar en vella llengua el cant de l'expedició d'Ígor, fill de Sviatoslav ? Que el cant comenci doncs segons les tradicions del temps i no segons el costum de Bojan. Bojan el bard, quan componia un cant guerrer, deixava primer volar el seu pensament a través dels arbres, com un llop gris sobre la terra, com una àguila blavosa sota dels núvols. |

Il·lustra les epopeies amb l'ús típic de la metàfora i el símil.
El 1854, N.P. Korelkin va suggerir que la frase растекаться мыслью по древу (literalment "escampar la idea per damunt de l'arbre"), que ha esdevingut proverbial a la Rússia moderna, amb el sentit de "parlar profusament, llargament, excessivament" és una mala lectura d'un original "мысію" missiyu (similar a мышь mix, "ratolí") provinent de "córrer com un esquirol/ratolí sobre un arbre"; la paraula "мыслью" és present tant a la còpia del manuscrit de 1790 com a la primera edició del 1800, i a totes les edicions acadèmiques posteriors.

## Literatura en antic eslau oriental
L'antic eslau oriental va desenvolupar una certa literatura pròpia, tot i que gran part d'aquesta es va veure influenciada, pel que fa estil i vocabulari, pels textos religiosos escrits en eslau. Han arribat fins a nosaltres diversos monuments literaris, entre d'altres el codi legal "Rúskaia Pravda" (Руська правда /rusʲka pravda/), un corpus d'hagiografia i homilia, l'epopeia Cançó d'Igor (Слово о полку игореве /slovo o polku iɡorʲevʲe/) i el manuscrit més antic que ha arribat fins a nosaltres de la Crònica Primària (Повесть временных лет /povʲestʲ vrʲemʲennix lʲet/) – el Còdex Laurentià (Лаврентьевский список /lavrʲentʲjevskij spʲisok/) de 1377.
El Llibre de Veles, que es diu que es va trobar durant la guerra civil russa i hauria desaparegut en la Segona Guerra Mundial, proporcionaria, en cas que fos genuí, l'únic monument literari precristià eslau oriental que ha arribat fins als nostres dies.
La mostra de data més antiga de l'antic eslau oriental (o, més aviat, d'eslau eclesiàstic amb pronunciades interferències d'eslau oriental) ha de ser considerada, doncs, l'obra Slovo o zakone i blagodati del metropolità Hilarió de Kíev. En aquests obra hi ha un panegíric sobre el príncep Vladímir el Gran, l'heroi de gran part de la poesia eslava oriental popular. Aquest discurs subtil i elegant s'ajusta admirablement als preceptes de l'eloqüència romana. Es veu igualat per un altre panegíric de Vladímir, escrit una dècada després per Iàkov el Monjo.

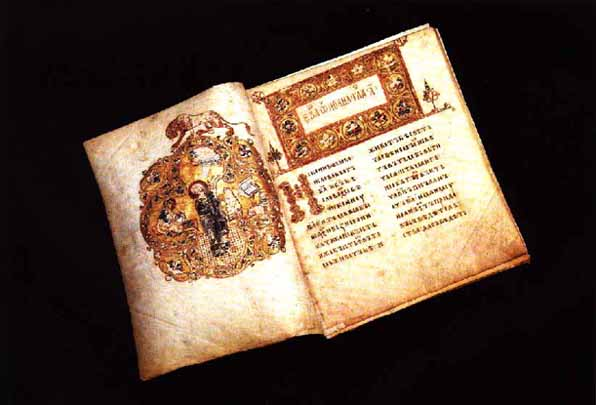
Evangeliari d'Ostromir de Nóvgorod (mitjans)

Altres autors del segle xi són Teodosi, un monjo de Petxerska Lavra, que va escriure en la fe Amèrica i alguns  Poutxenia o instruccions, i Luka Jidiata, bisbe de Nóvgorod, que ens ha deixat un curiós Discurs als germans. A partir dels escrits de Teodosi veiem que molts hàbits pagans estaven encara arrelats entre el poble. Ni tan sols els monjos escapen dels seus censures. Jidiata escriu en un estil més vernacle que molts dels seus contemporanis i evita el to declamatori dels autors romans.
També poden esmentar les moltes vides dels sants i dels pares que es troben en la primerenca literatura eslava oriental, començant per les dues Vides dels Sants Borís i Gleb, escrites a finals del segle xi i que s'atribueixen a Iàkov el Monjo i a Nèstor el Cronista.
Amb l'anomenada Crònica Primària, que com el seu nom indica també s'atribueix a Nèstor, comença la llarga sèrie dels annals russos. Hi ha una cadena regular d'aquestes cròniques, que s'estén amb només dues interrupcions fins al segle xvii. A més de l'obra atribuïda a Nèstor el Cronista, tenim cròniques de Nóvgorod, Kíev, Volínia i moltes altres. Totes les ciutats d'alguna importància podia presumir dels seus analistes, Pskov i Súzdal entre d'altres. En molts d'aquests annals abunden històries d'allò més pintoresques.
Al segle xii trobem els sermons del bisbe Ciril de Túrov, que són intents d'imitar en antic eslau oriental el florit estil romà. En el seu sermó a Setmana Santa, el cristianisme és representat sota la forma de la primavera, el paganisme i el judaisme amb la de l'hivern, i per als mals pensaments es parla de vents bulliciosos.

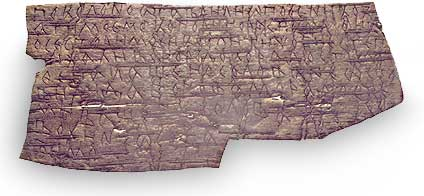
Els nens novgorodencs del eren prou cultes com per enviar-se entre si cartes escrites en escorça de bedoll

També hi ha obres admirables dels primers viatgers, com el hegumen Daniel, que va visitar Terra Santa a finals del segle xi i principis del segle xii. Un viatger més tardà fou Afanasi Nikitin, un comerciant de Tver, que va visitar l'Índia en 1470. Va deixar un registre de les seves aventures.
Un curiós monument de l'època de l'antic eslau és la Poutxenie (Instrucció), escrita per Vladímir Monómac per a benefici dels seus fills. Aquesta composició generalment es troba inserida en la Crònica Primària; que dona una imatge precisa de la vida quotidiana d'un príncep eslau. El Paterik del monestir de les Coves de Kíev és una col·lecció medieval típicA d'històries de la vida dels monjos, amb dimonis, àngels, fantasmes i resurreccions miraculoses.
Posteriorment apareix El conte de la campanya d'Ígor, que narra l'expedició d'Ígor Sviatoslàvitx, príncep de Nóvhorod-Síverski en contra dels cumans. No és un poema èpic, però està escrit en prosa rítmica. Un aspecte interessant del text és la seva barreja de cristianisme i antiga religió eslava. La muller d'Ígor, Iaroslavna, invoca famosament les forces naturals des de les muralles de Putivl. Els motius cristians estan presents juntament amb els déus pagans despersonalitzats en forma d'imatges artístiques. Un altre aspecte que apareix al llibre, que el diferencia de les epopeies occidentals contemporànies, són les seves nombroses i vívides descripcions de la naturalesa, i el paper que exerceix la natura a les vides humanes.
La  Zadónsxina és una espècie de poema en prosa molt en l'estil del Conte de la campanya d'Igor, i la semblança d'aquest últim a aquesta ens aporta una prova addicional de la seva autenticitat. És un conte sobre la batalla de Kulikovo, que Dmitri Donskoi va guanyar als mongols en 1380.
Les primeres lleis de la Rus 'presenten moltes característiques d'interès, com ara la Rússkaia Pravda de Iaroslav el Savi, que es conserva a la crònica de Nóvgorod; està datada entre el 1018 i el 1072.

## Estudi
Els primers intents de compilar un ampli lèxic de l'antic eslau oriental es van dur a terme per part d'Aleksandr Vostókov i Izmaïl Sreznevski al segle xix. L'obra de Sreznevsky Materials per al Diccionari de l'antiga llengua russa sobre la base dels registres escrits Arxivat 2010-11-25 a Wayback Machine. (1893–1903), tot i que incompleta, romangué com a estàndard de referència fins a l'aparició d'un diccionari acadèmic de 24 volums en 1975-1999.